# イースVII
『イースVII』（イースセブン、Ys VII、Ys SEVEN）とは、日本ファルコムのアクションロールプレイングゲーム（ARPG）シリーズである〈イースシリーズ〉の第7作目となるコンピュータゲーム。
番外編である『イース・オリジン（O）』を含めればシリーズ8作目となるオリジナル作品であり、『O』から2年9か月振り、ナンバリングタイトルとしては『イースVI -ナピシュテムの匣-』以来から約6年振りのシリーズ新作となる。

## 概要
第1弾となるPlayStation Portable（PSP）向けの『Ys SEVEN』（イース・セブン）を2009年9月に発売し、2010年度以降にマルチプラットフォームで各プラットフォーム毎にオリジナルの作品をファルコム自らが発表する予定。ただしPSP以外については詳しい発売時期やどのプラットフォームで発売するのかも明らかにされていない。
他のナンバリングタイトル同様に、赤毛の冒険家アドル＝クリスティンを主人公とした冒険ファンタジーであり、アフロカ大陸のアルタゴ公国を舞台に「アルタゴの五大竜」の謎に迫る。原典とされるアドルの冒険日誌「アルタゴの五大竜」は『I』のマニュアルに記載されながらも長年ゲーム化されていなかったものであり、登場より22年を経てゲーム化されることとなった。
『イースVI -ナピシュテムの匣-』の直接的な続編であり、時代は『VI』のおよそ半年後、アドルの年齢も『VI』と同じ23歳に設定されている。
2010年7月8日にPSP版が『RPGFan Feature-E3 2010 Awards』を獲得した。

## 舞台
本作の舞台であるアルタゴ公国は、『I』から『IV』の舞台であるエレシア大陸からメドー海を挟んで南に位置し、『V』の舞台でもあったアフロカ大陸の北部に位置している。これは地中海地域の物に類似した架空の地図において、現実のチュニジア（カルタゴ遺跡を擁する）に相当するあたりとなっている。
中心都市のアルタゴ市はメドー海沿岸の交易都市として栄えているが、内陸には未開の部分が多い。

## 発表経緯
- 2007年11月4日 - 『Ys SEVEN』が開発中であることを発表[注 1][18][19]。
- 2009年3月7日 - 秋葉原で行なわれた「イース・ファルコムフェア」にて、プラットフォームを伏せたまま『Ys SEVEN』が同年秋に発売されることが、『イースI&IIクロニクルズ』（以下『I&IICh』）の夏発売と共に発表される[20]。
- 2009年3月19日 - 『Ys SEVEN』が同年9月発売であること、そして7月発売の『I&IICh』と共にPSP専用であることが発表される[21][22][23]。
- 2009年4月1日 - 『Ys VII』を2010年度以降にマルチプラットフォーム展開すること、2009年発売のPSP『Ys SEVEN』がその第1弾であることが発表される[9][24][25]。
- 2009年4月24日 - 『Ys SEVEN』の発売日と予約特典が発表される[2]。
- 2009年5月29日 - 『Ys SEVEN』通常版と同時に、ドラマCDを同梱した「限定ドラマCD同梱版」が発売される事が発表される[26]。
- 2009年8月27日 - 『Ys SEVEN』の発売を記念して、iTunes Storeで販売されている、『III』『IV』『V』関連13タイトルを値下げ[27][注 2]。
- 2011年3月3日 - 『空の軌跡FC』、『零の軌跡』、『イース -フェルガナの誓い-』とともに、無料体験版ダウンロード配信。

## Ys SEVEN
『イースVII』の第1弾としてPlayStation Portable（PSP）向けに2009年9月に発表される。同日にはオリジナルドラマCDを同梱した「限定ドラマCD同梱版」も発売される。ファルコムにとって初となるPSP向けオリジナル作品であり、1995年の『イースV -失われた砂の都ケフィン-』以来、およそ14年振りとなるゲーム機向けのオリジナル作品。
プラットフォームをPSPとした理由についてファルコムの社長である近藤季洋は、PSPでの〈イース〉発売を望む声があったこと、今後ファルコムが家庭用ゲーム機にも本気で取り込んで行くことのアピールとして看板作品である〈イース〉最新作のインパクトを狙ったことを述べている。

## ゲームシステム
『VI』から『イース・オリジン』まで用いられていたシステムを用いず、本作ではキャラクターも3D表示されるようになった。基本的にはクォータービューではあるが、マップ移動中にカメラアングルが適宜移動するようになっている。反面、プレイヤーがカメラを操作することはできない。
本作ではジャンプが出来ないが、代わりに回避コマンドが用意されている。使用に制約は無い。

### 戦闘システム

#### パーティーバトル
本作ではシリーズ初となる複数人数での戦闘が行われる。一度に戦闘に参加できる人数は最大で3人（アドルは固定されており、それ以外の2枠が変更可能）。操作キャラクターの変更にはボタンが割り当てられており、戦闘に参加しないメンバーとの入れ替えはキャンプメニュー画面で行う。ただしボス戦においてはキャンプメニューを開けないため、戦闘開始時のメンバーで固定となる。
プレイヤーが操作していないキャラクターはAI操作となり、敵がいる場合には攻撃を行い、マップ中にアイテムが落ちている場合は自動でその回収も行う。壁や段差に引っかかるなどして距離が離された場合でも、一定距離を置くと自動的に自キャラの近くに転移してくる。

#### 属性
本作では通常攻撃が斬撃、打撃、射撃の三属性に分類されており、それぞれに向き不向きが存在する。この属性は基本的に各キャラクター固定であり、敵に合わせて操作するキャラクターを変更することでスムーズな撃破が可能。大まかな特徴は以下の通り。
- 斬撃……植物などの柔らかい敵に対して特に有効。ダメージこそ落ちるものの、相性が最悪の敵は存在しない。
- 打撃……硬い表皮や鱗で覆われた敵に対して大ダメージを与える反面、鳥などの身軽な敵に対しては攻撃が極めて当たりづらい。
- 射撃……最もリーチに優れ、身軽な敵に対して有効ではあるが、厚い装甲で覆われた敵に対してはダメージを与えられない。

#### スキル
各キャラクターの装備する武器ごとに固有のスキルが1つ用意されており、これをキャンプメニューで登録することで使用可能となる。スキルは使用することにより熟練度が上がり、レベル1で武器を変更してもそのスキルを使用し続けることが出来るようになる。これにより、最大4種類のスキルを同時に使用できる。スキルの使用にはスキルポイントが必要となるが、これは敵等に攻撃を加えることで入手する。
また、これとは別にキャラクター固有の大技としてEXTRAスキルが用意されている。こちらの使用にはスキルポイントを必要としないが、EXTRAゲージがMAXになっていないと使用できない。このゲージは時間経過、スキルの使用、もしくは後述のガードによって回復するもので、連発はできない。
なお、スキルポイントとEXTRAゲージはいずれもパーティーキャラクター共通だが、AI操作のキャラクターが使用したスキルに限り、ポイントは消費されない。

#### ガード
敵の攻撃に対してタイミングよくRボタンを押しながらLボタンを押すことで、敵の攻撃を完全に防ぐことができる。成功すると直後のこちらの攻撃がクリティカルになり、スキルポイントとEXTRAゲージを得られるが、失敗すると直後の相手の攻撃がクリティカルになってしまう。

## 主な登場人物

### パーティーキャラクター
これらの各キャラクターには、掛け声などボイスが追加されている（アドルのみボイス選択の有無、全キャラクター無しの選択も可能）。
ゲーム中のスタッフロールにて担当役者名が公開されているがアドルのみ非公開となっている。
アドル＝クリスティン
声 - （非公開）
シリーズの主人公。燃えるような赤毛を持つ冒険者。23歳。
武器は剣（斬撃属性）。他キャラの武器の属性が固定されているのに対し、打撃属性の“重剣”と射撃属性の“突剣”が用意されており、それぞれモーションが異なる。
ドギ
声 - 馬場圭介
アドルの相棒。怪力の持ち主。29歳。
得意技は｢壁壊し｣。
武器は手甲（打撃属性）。
アイシャ
声 - 三上枝織
アルタゴ公国の公女。フルネームはアイシャ＝サリ＝エドナス。
視察と称して公宮をしょっちゅう抜け出しており、シグルーンの頭痛（と胃痛）の種となっている。
武器は弓矢（射撃属性）。
ガッシュ
声 - 赤羽根健治
黒髪の傭兵。VIにも登場。アルタゴ各地で不審な行動を取り続けていたが、とある事情でアドルに旅の同行を申し出る。
武器は斧槍（斬撃属性）。
エルク
声 - 安田早希
シャヌアの里の里長の孫。
調子に乗りやすく、危険な獣相手にピンチに陥ることも。
武器は双刃（斬撃属性）。
ムスタファ
声 - 松村幸洋
セグラムの里の里長。ドライゼンの息子だがその仲は険悪。
イスカ熱に罹っている妹のクルシェの身を案じる余り、過保護とも取れる振る舞いをすることも。
武器はハンマー（打撃属性）。
マイシェラ
声 - 平尾明香
カイロスの里長を務める盲目の巫女。27歳。
武器は光弾を放つ杖（射撃属性）。
シグルーン
声 - 藤本有美
アイシャの護衛兼教育係の女性竜騎士。竜騎士団一と言われる弓の使い手で、アイシャに弓の手ほどきをしたのも彼女。
生真面目な性格で、公宮を抜け出したアイシャを連れ戻す為にアルタゴ市内を駆けずり回る姿がよく目撃されている。胃痛持ちで、胃薬を常用している。とある事情で、アイシャの代わりにパーティーに加わる。
武器は弓矢（射撃属性）。
クルシェ
声 - 佐々木愛
ムスタファの妹。イスカ熱に罹っている。ある事情によりムスタファのかわりにパーティに加わる。
武器はハンマー（打撃属性）。

### サブキャラクター
ティア
声 - 小室洋子
アルタゴ旧市街の住人。薬とハーブに関する豊富な知識を有しており、アルタゴ市や五氏族の里でハーブを売る事で生計を立てている。ロムン帝国との戦争で戦災孤児となったマヤを拾い、面倒を見ている。
マヤ
ティアが世話をしている戦災孤児の少女。ロムン帝国との戦争で両親を亡くした精神的なショックで、彼女は言葉を失った。
自分を拾ってくれたティアの事を本当の姉のように慕っており、常にティアにくっついて懐いている。
サイアス
声 - 坂熊孝彦
竜騎士団の千竜長。《アルタゴの鷹》の異名を持ち、ロムン帝国との戦いではドライゼン将軍と共に勇名を馳せた。
とても誠実で穏やかな性格をしており、市民や部下からも慕われている。旧市街出身で貧民から騎士団へと成り上がったことから、ラウドのように貧民上がりの彼の事を快く思っていない者も少なからず存在するが、本人はその事を全く気にしていない様子。
ファティマ
エルクの祖母。シャヌアの里長を務める。
ドライゼン
竜騎士団の将軍。ムスタファとクルシェの父。かつてはセグラムの里長だったが、竜騎士団の将軍になった際に息子に里長の職を譲った。
ユエ/セラ/キサ
Ⅵに登場したエルンストによって作り出された人造妖精。エルンストの死後、現在はガッシュが主となっている。
カイマール
アルタゴ公王。48歳。
Ⅵに登場した海賊ラドックとは旧知の仲であり、アルタゴにおけるアドルの冒険に対して便宜を図る。
オルバス
アルタゴの宰相。尊大で冷徹な性格をしており、カイマールとは政治方針を巡って度々衝突している。ただ、私心や権力欲は無く、彼なりにアルタゴの将来を考えている。
ラウド
オルバスの息子で竜騎士団の千竜長。粗暴な性格で市民達から嫌われており、ティアにちょっかいを出してアドル達とトラブルを起こす。二刀流の使い手で、サイアスをライバル視している。
ザンジバル
アルタゴ最大の商人を自称する豪商。金に意地汚い悪徳商人で、イスカ熱の薬に法外な値段を付けて荒稼ぎしている。

## ドラマCD
PSP版『Ys SEVEN』限定版に同梱される他、キャラアニより単独での販売も行なわれる。前作『VI』後から『VII』開始までの間をつなぐ内容。キャストにはOVA・ドラマCD・移植作品と言った過去の〈イース〉に参加した事のある声優を多く採用している。

### キャスト
- アドル：草尾毅
- ドギ：玄田哲章
- テラ：三上枝織
- ラドック、ナレーション：銀河万丈
- ガッシュ：佐藤拓也
- ミハイル：鈴木千尋
- カマラ：川田紳司
- ニース：園崎未恵
- ジェド：石井康嗣
- グエン：志村和幸
- オルハ、キサ：松来未祐
- イーシャ：後藤沙緒里
- エルンスト：鶴岡聡
- ユエ：小寺可南子
- セラ：古川愛李
- アガレス：古澤徹

## 関連作品
- イースvs.空の軌跡 オルタナティブ・サーガ - 『Ys SEVEN』を中心とした〈イースシリーズ〉のキャラクターと『英雄伝説VI 空の軌跡』のキャラクターによる対戦格闘ゲーム。

### 書籍・雑誌
- 『イース大全集 -Perfect Date of I〜VI-』メディアワークス、2003年11月20日初版発行、ISBN 978-4-8402-2531-1
- 「電撃スクープ Ys SEVEN（イース・セブン）/Ys I&II Cjrpmoc;es（イースI&IIクロニクルズ）」『電撃PlayStation』Vol.444（15巻15号通巻475号）アスキー・メディアワークス、2009年4月10日発行、62 - 65頁

### Web
- 日本ファルコム『日本ファルコム株式会社IR情報』
  - “2007年9月期決算補足説明資料” (PDF). pp. 3 (2007年11月14日). 2009年9月10日閲覧。
  - “全世界380万ユーザーが待ち望んだ本家ファルコム完全新作『 Ys SEVEN （イース・セブン） 』 2009年9月ついに登場! -2009年、イースは進化する-” (PDF) (2009年3月19日). 2009年9月10日閲覧。
  - “緊急特報!『YsVII』マルチプラットフォーム展開発表!!” (PDF) (2009年4月1日). 2009年9月10日閲覧。
  - “『Ys SEVEN』2009年9月17日発売決定!” (PDF) (2009年4月24日). 2009年9月10日閲覧。
  - “『Ys SEVEN 限定ドラマCD同梱版 』発売決定!” (PDF) (2009年5月29日). 2009年9月10日閲覧。
  - “『Ys SEVEN』発売直前キャンペーン! アルバム13タイトルをiTunes® Storeで大幅値下げ!!” (PDF) (2009年8月27日). 2009年9月10日閲覧。
- Aetas『4Gamer.net』
  - “日本ファルコム，「Ys SEVEN」「英雄伝説7」を開発中” (2007年11月17日). 2009年9月10日閲覧。
  - “「イース7」の発売予定が明らかに　「イース・ファルコムフェア」開催” (2009年3月7日). 2009年9月10日閲覧。
  - “イース最新作はPSPに！　「Ys SEVEN」「Ys I＆II Chronicles」がPSP用タイトルして発売決定” (2009年3月19日). 2009年9月10日閲覧。
  - “「Ys SEVEN」の舞台設定やイメージイラスト，スクリーンショットといった最新情報が公開” (2009年3月30日). 2009年9月10日閲覧。
  - “PC版も出るか？ 「Ys SEVEN」2010年以降のマルチプラットフォーム展開を発表” (2009年4月1日). 2009年9月10日閲覧。
- インプレス『Impress Watch GAME Watch』
  - “日本ファルコム、「イース」シリーズの新作を2本リリース PSP「YsI&II Chronicles」とPSP「Ys SEVEN」” (2009年3月19日). 2009年9月10日閲覧。
  - “日本ファルコム、PSP「Ys SEVEN」世界設定&最新スクリーンショット公開” (2009年3月30日). 2009年9月10日閲覧。
  - “日本ファルコム、「イース」シリーズ最新作「Ys VII」のマルチプラットフォーム展開を決定” (2009年4月1日). 2009年9月10日閲覧。